# Hyloxalus toachi
Hyloxalus toachi är en groddjursart som först beskrevs av Luis A. Coloma 1995.  Hyloxalus toachi ingår i släktet Hyloxalus och familjen pilgiftsgrodor. IUCN kategoriserar arten globalt som starkt hotad. Inga underarter finns listade i Catalogue of Life.